# コンスタンティノス・ミトログル
コンスタンティノス・ミトログル（ギリシア語: Κωνσταντίνος Μήτρογλου, Konstantinos Mitroglou, 1988年3月12日 - ）は、ギリシャ・カヴァラ出身のサッカー選手。元ギリシャ代表。ポジションはフォワード。

## 経歴

### クラブ
ギリシャのカヴァラ出身であるが後に家族とともにドイツへ移住し、ドイツでサッカー選手としてのキャリアをスタートさせた。
後述のUEFA U-19欧州選手権での活躍から、2007年にオリンピアコスFCへ移籍。2007年9月30日のアリス・テッサロニキ戦でオリンピアコスでのデビューを飾ると、1年目からリーグとカップで計6得点を挙げ、オリンピアコスの2冠獲得に貢献した。しかし2008-09シーズンにエルネスト・バルベルデが監督となると出場機会が大きく減った。バルベルデが去った2009-10シーズンは、リーグでは自己最多となる26試合に出場し9得点を記録。UEFAチャンピオンズリーグではグループリーグのスタンダール・リエージュ戦、決勝トーナメント1回戦2ndレグのボルドー戦で得点を挙げるなど、オリンピアコスの決勝トーナメント進出に貢献した。ところがバルベルデが監督に復帰した2010-11シーズンは再び控えに降格、シーズン前半のリーグ戦出場はに留まった。
2011年1月にパニオニオスGSSへレンタル移籍。シーズン後半の11試合の出場で8得点を上げる活躍をみせた。
2011-12シーズンはアトロミトスFCへレンタル移籍。28試合に出場しリーグ2位となる16得点を挙げ、アトロミトスのリーグ・プレーオフ進出（リーグ3位）、ギリシャ・カップ準優勝に貢献した。
オリンピアコスに復帰した2012-13シーズンはレギュラーとしてプレー。2013年1月には年間最優秀ギリシャ人選手に選出された。最終的にはリーグ戦25試合で11得点、カップ戦9試合で5得点を記録し、オリンピアコスの2冠獲得に貢献。またチャンピオンズリーグでも4得点を挙げた。
2013-14シーズンのチャンピオンズリーグでは、第2節のRSCアンデルレヒト戦でハットトリックを記録し、UEFAチャンピオンズリーグでハットトリックを達成した初のギリシャ人となった。
2014年1月31日、フラムFCへ移籍した。
2017年8月31日、オリンピック・マルセイユに移籍した。
その後、トルコのガラタサライ、オランダのPSVへのローンを経て2021年1月25日に母国のアリス・テッサロニキに加入した。2月21日、古巣であるオリンピアコスとの試合で移籍後最初のゴールを決めた。
2023年1月、ドイツのアマチュアクラブのSpVggラアート・シャエフイセンと契約した。チャンピオンズリーグでのプレー経験もある選手がドイツ9部リーグのアマチュアクラブへの加入ついてメディアからは「センセーショナル」と表現された。
2023年6月27日、同じくドイツのアマチュアクラブのSVシャーペンベルクと契約した。9月3日、5試合に出場して3ゴールを決めた後、ミトログルはチームを去った。

### 代表
2007年のUEFA U-19欧州選手権2007ではU-19ギリシャ代表のストライカーとして、全5試合に出場。大会最多タイとなる3得点を挙げ、ギリシャの準優勝に貢献した。
2009年11月14日のワールドカップ予選、ウクライナ戦でフル代表デビュー。2012年にはUEFA EURO 2012のメンバーに選出されたが、出場はグループリーグ第2戦のチェコ戦の1試合に終わった。2012年8月15日のノルウェーとの親善試合で代表初得点を挙げた。

## 個人成績

### クラブ
2018年5月19日現在
| クラブ                   | シーズン | リーグ | リーグ | カップ | カップ | 国際大会 | 国際大会 | その他 | その他 | 合計 | 合計 |
| クラブ                   | シーズン | 出場   | 得点   | 出場   | 得点   | 出場     | 得点     | 出場   | 得点   | 出場 | 得点 |
| ------------------------ | -------- | ------ | ------ | ------ | ------ | -------- | -------- | ------ | ------ | ---- | ---- |
| オリンピアコス           | 2007-08  | 11     | 4      | 4      | 2      | 2        | 0        | 1      | 1      | 18   | 7    |
| オリンピアコス           | 2008-09  | 7      | 2      | 3      | 0      | 5        | 1        | –      | –      | 15   | 3    |
| オリンピアコス           | 2009-10  | 32     | 9      | 1      | 1      | 12       | 4        | 0      | 0      | 45   | 14   |
| オリンピアコス           | 2010-11  | 5      | 1      | 1      | 0      | 4        | 0        | –      | –      | 10   | 1    |
| オリンピアコス           | 2012-13  | 25     | 11     | 9      | 5      | 8        | 4        | –      | –      | 42   | 20   |
| オリンピアコス           | 2013-14  | 12     | 14     | 2      | 0      | 5        | 3        | –      | –      | 19   | 17   |
| オリンピアコス           | 2014-15  | 24     | 16     | 1      | 0      | 8        | 3        | –      | –      | 33   | 19   |
| オリンピアコス           | 通算     | 116    | 57     | 21     | 8      | 44       | 15       | 1      | 1      | 182  | 81   |
| パニオニオス (loan)      | 2010-11  | 11     | 8      | –      | –      | –        | –        | –      | –      | 11   | 8    |
| アトロミトス (loan)      | 2011-12  | 34     | 17     | 5      | 2      | –        | –        | –      | –      | 39   | 19   |
| フラム                   | 2013-14  | 3      | 0      | 0      | 0      | –        | –        | –      | –      | 3    | 0    |
| SLベンフィカ             | 2015-16  | 32     | 20     | 5      | 3      | 7        | 2        | 1      | 0      | 45   | 25   |
| SLベンフィカ             | 2016-17  | 28     | 16     | 6      | 10     | 6        | 1        | 1      | 0      | 41   | 27   |
| SLベンフィカ             | 通算     | 60     | 36     | 11     | 13     | 13       | 3        | 2      | 0      | 86   | 52   |
| オリンピック・マルセイユ | 2017-18  | 19     | 9      | 3      | 3      | 7        | 0        | 1      | 1      | 30   | 13   |
| 総通算                   | 総通算   | 243    | 127    | 39     | 26     | 64       | 18       | 4      | 2      | 350  | 173  |

## 代表歴

### 出場大会
- ギリシャ代表
  - 2014 FIFAワールドカップ

### 試合数
- 国際Aマッチ 64試合 17得点（2009年-2019年）[13]

| ギリシャ代表 | 国際Aマッチ | 国際Aマッチ |
| 年           | 出場        | 得点        |
| ------------ | ----------- | ----------- |
| 2009         | 1           | 0           |
| 2010         | 3           | 0           |
| 2011         | 7           | 0           |
| 2012         | 9           | 2           |
| 2013         | 8           | 6           |
| 2014         | 10          | 0           |
| 2015         | 8           | 1           |
| 2016         | 6           | 3           |
| 2017         | 6           | 4           |
| 2018         | 5           | 1           |
| 2019         | 1           | 0           |
| 通算         | 64          | 17          |

### 得点
| #   | 日時           | 場所               | 対戦相手           | スコア | 最終結果 | 大会                                  |
| --- | -------------- | ------------------ | ------------------ | ------ | -------- | ------------------------------------- |
| 1.  | 2012年8月15日  | オスロ             | ノルウェー         | 3 – 1  | 3 – 2    | 親善試合                              |
| 2.  | 2012年9月11日  | ピレウス           | リトアニア         | 2 – 0  | 2 – 0    | 2014 FIFAワールドカップ予選           |
| 3.  | 2013年8月14日  | ザルツブルク       | オーストリア       | 0 – 1  | 0 – 2    | 親善試合                              |
| 4.  | 2013年8月14日  | ザルツブルク       | オーストリア       | 0 – 2  | 0 – 2    | 親善試合                              |
| 5.  | 2013年9月6日   | ファドゥーツ       | リヒテンシュタイン | 0 – 1  | 0 – 1    | 2014 FIFAワールドカップ予選           |
| 6.  | 2013年11月15日 | ピレウス           | ルーマニア         | 1 – 0  | 3 – 1    | 2014 FIFAワールドカップ予選プレーオフ |
| 7.  | 2013年11月15日 | ピレウス           | ルーマニア         | 3 – 1  | 3 – 1    | 2014 FIFAワールドカップ予選プレーオフ |
| 8.  | 2013年11月19日 | ブカレスト         | ルーマニア         | 0 – 1  | 1 – 1    | 2014 FIFAワールドカップ予選プレーオフ |
| 9.  | 2015年10月11日 | ピレウス           | ハンガリー         | 3 – 3  | 4 – 3    | UEFA EURO 2016予選                    |
| 10. | 2016年9月1日   | アイントホーフェン | オランダ           | 1 – 1  | 1 – 2    | 親善試合                              |
| 11. | 2016年9月6日   | ファロ             | ジブラルタル       | 0 – 1  | 1 – 4    | 2018 FIFAワールドカップ予選           |
| 12. | 2016年10月7日  | ピレウス           | キプロス           | 1 – 0  | 2 – 0    | 2018 FIFAワールドカップ予選           |
| 13. | 2017年3月25日  | ブリュッセル       | ベルギー           | 0 – 1  | 1 – 1    | 2018 FIFAワールドカップ予選           |
| 14. | 2017年10月7日  | ニコシア           | キプロス           | 1 – 2  | 1 – 2    | 2018 FIFAワールドカップ予選           |
| 15. | 2017年10月10日 | ピレウス           | ジブラルタル       | 2 – 0  | 4 – 0    | 2018 FIFAワールドカップ予選           |
| 16. | 2017年10月10日 | ピレウス           | ジブラルタル       | 3 – 0  | 4 – 0    | 2018 FIFAワールドカップ予選           |

## 獲得タイトル

### クラブ
オリンピアコス
- ギリシャ・スーパーリーグ：2007-08, 2008-09, 2012-13, 2013-14, 2014-15
- ギリシャ・フットボール・カップ：2007-08, 2008-09, 2012-13, 2014-15
- ギリシャ・スーパーカップ：2007

ベンフィカ
- プリメイラ・リーガ：2015-16, 2016-17
- タッサ・デ・ポルトガル：2016-17
- タッサ・ダ・リーガ：2015-16
- スーペルタッサ・カンディド・デ・オリベイラ：2016, 2017

ガラタサライ
- スュペル・リグ：2018-19

### 個人
- UEFA U-19欧州選手権得点王：2007
- 年間最優秀ギリシャ人選手：2013